# Економічний ефект
Економі́чний ефе́кт (рос. экономический эффект; англ. economic effect; нім. Wirtschaftseffekt, ökonomischer (wirtschaftlicher) Effekt m) — результативність економічної діяльності, реалізації економічних програм та заходів, що характеризується відношенням отриманого економічного ефекту(результату) до витрат ресурсів, які зумовили отримання цього результату.

## Загальний опис
Річний економічний ефект нової техніки (винаходів та раціоналізаторських пропозицій) відображає сумарну економію всіх виробничих ресурсів (живої праці, матеріалів, капітальних вкладень), яку отримує господарство у результаті виробництва й використання нової техніки. Визначення річного економічного ефекту засновується на зіставленні приведених витрат по базовій і новій техніці.
При розгляді питання економічної ефективності використання нової техніки слід розрізняти поняття економічної ефективності та економічного ефекту від упровадження тих чи інших заходів. Ефективність — це відносна величина, що характеризує результативність будь-яких витрат. Ефективність технічних нововведень є відношенням ефекту від здійснення заходів до витрат на них.

## Приклади

### Економічний ефект на підприємствах нафтогазового комплексу
Утворення економічного ефекту від впровадження заходів науково-технічного прогресу на підприємствах нафтогазового комплексу досягається при:
- а) розробці й експлуатації нафтових і газових родовищ за рахунок додаткового видобутку нафти, що може бути досягнутий в результаті оптимізації режиму розробки об'єктів і експлуатації свердловин; застосування методів діяння на привибійну зону; використання різних способів підтримування тиску; скорочення витрат часу на проведення підземних і капітальних ремонтів свердловин; підвищення якості ремонтів; збільшення міжремонтного періоду роботи свердловин та іншого нафтопромислового обладнання; вдосконалення процесів збирання, підготовки і транспортування нафти, газу і води; зменшення втрат у результаті корозії; зниження витрат енергії, матеріалів, палива; зниження трудомісткості продукції; підвищення фондовіддачі; зниження капіталомісткості нафтогазовидобувного виробництва і т. д.;

- б) будівництві нафтових і газових свердловин за рахунок скорочення часу вежомонтажних робіт; скорочення часу буріння, кріплення свердловин, їх випробування й освоєння; підвищення якості будівництва свердловин; економії матеріалів, палива, енергії; скорочення потреби в буровому обладнанні; збільшення міжремонтних періодів роботи обладнання; підвищення продуктивності праці бурових бригад; підвищення фондовіддачі; зниження капіталомісткості бурових робіт; оптимізації режимів буріння свердловин; підвищення якості розкриття продуктивних пластів і т. д.;

- в) проведенні геофізичних досліджень у свердловинах за рахунок підвищення якості, надійності та продуктивності геофізичної апаратури; вдосконалення технології геофізичних досліджень; вдосконалення методик інтерпретації геофізичних досліджень; скорочення витрат матеріальних ресурсів і т. д.;

- г) магістральному транспортуванні нафти і газу за рахунок скорочення витрат електроенергії внаслідок використання нових технологій перекачування нафти і газу; використання продуктивніших перекачувальних агрегатів; зменшення втрат нафти і газу при перекачуванні; скорочення чисельності персоналу в результаті підвищення рівня автоматизації й управління процесом перекачування; збільшення строку служби лінійної частини магістральних нафто- і газопроводів за рахунок антикорозійного захисту; підвищення надійності магістральних нафтопроводів внаслідок використання нових матеріалів і обладнання; підвищення пропускної здатності магістральних нафтогазопроводів; зниження витрат на матеріали, паливо, енергію і т. д.

Рішення про доцільність впровадження конкретного заходу приймається на основі оцінки економічного ефекту, що визначається на річний обсяг виробництва, і використання нововведення в розрахунковому році. У практиці розрахунків визначають ефект трьох видів: економічний ефект очікуваний, плановий та фактичний.

### Економічний ефект від впровадження НДР
Економічний ефект від впровадження НДР розраховується за типовими методиками розрахунку ефекту від впровадження нововведень. Вирізняють три види економічного ефекту: попередній, очікуваний та фактичний.
Попередній економічний ефект встановлюють при обґрунтуванні теми наукового дослідження та включення її до плану робіт. Розраховують його за орієнтовними, укрупненими
показниками з урахуванням обсягу впровадження результатів досліджень.
Очікуваний економічний ефект розраховують у процесі виконання НДР. Його умовно
відносять (прогнозують) до визначеного періоду (року) впровадження НДР у виробництво.
Фактичний економічний ефект визначається після впровадження наукових розробок у
виробництво, але не раніше ніж через 1 рік. Розрахунок його виконують за фактичними витратами на наукові дослідження та впровадження з урахуванням конкретних вартісних показників даної галузі (підприємства), де були впроваджені наукові розробки. Фактичний економічний ефект розраховують підприємства, на яких здійснюється впровадження результатів НДР.